# Вірна Лізі
Ві́рна Лі́зі (італ. Virna Lisi, МФА: [ˈvirna ˈliːzi], справжнє ім'я — Ві́рна П'єралі́зі (італ. Virna Pieralisi, МФА: [ˈvirna pjeraˈliːzi]); 6 вересня 1936, Єзі, Королівство Італія — 18 грудня 2014, Рим, Італія) — італійська акторка кінематографу, телебачення та театру. Перші роки виконувала ролі молодих дівчат у романтичних фільмах і мелодрамах. Здобула популярність у 1960-х  і стала однією з секс-символів кінематографу Італії. Багато знімалась у популярних на той час еротичних комедіях, а також у пригодницьких і драматичних фільмах. Деякий час працювала в Голлівуді, де прославилася в образі «наступниці Мерилін Монро». Повернулась в Італію наприкінці 1960-х років, де грала впродовж наступних 50-ти років, спочатку у кіно, а потім дедалі більше на телебаченні. Найчастіше Лізі асоціюється з образом ролей гонорових вродливих і рішучих жінок.
Нагороджена багатьма кінопреміями. Зокрема, за роль у фільмі «Королева Марго»: Призом за найкращу жіночу роль Каннського фестивалю і Премією «Сезар» за жіночу роль другого плану. Також нагороджена преміями «Давид ді Донателло» за найкращу головну жіночу роль у фільмі «Цикада» і за найкращу жіночу роль другого плану у фільмі «Смак моря». Також двічі була відзначена спеціальною нагородою Давида італійської кінопремії «Давид ді Донателло» за її престижну кар'єру. Італійський національний синдикат кіножурналістів неодноразово відзначав акторку кінонагородою «Срібна стрічка», за найкращу жіночу роль у фільмах «Веселого Різдва... З Новим роком» і «Іди туди, куди веде тебе серце», а також за найкращу жіночу роль другого плану у фільмах «За межами добра і зла», «Смак моря», «Королева Марго» і «Найкращий день у моєму житті».
За значні заслуги перед італійською нацією в галузі мистецтва Вірна Лізі була двічі удостоєна ордену «За заслуги перед Італійською Республікою» ступенів «Командор» і «Великий офіцер».

## Біографія
Вірна П'єралізі народилася 8 листопада 1936 року (за іншими даними — 1937 року чи 8 вересня 1937 року) в італійському містечку Єзі неподалік узбережжя Адріатичного моря, що входил у той час до складу провінції Анкона регіону Марке Королівства Італія (за іншими даними — у самому місті Анкона). Батьком Вірни був підприємець Убальдо П'єралізі, що займався продажем мармуру. Окрім Вірни в сім'ї була ще одна донька, Есперіа.
Убальдо П'єралізі відвідував курси комерційного обліку в інституті в Римі. На початку 1950-х років він перевіз туди свою родину. Там же, у столиці, красива, тендітна, світловолоса Вірна почала свою кар'єру. Частим гостем у будинку родини П'єралізі був співак Джакомо Рондінелла. Він познайомив молоду дівчину з неаполітанським продюсером Антоніо Ферріньо. Саме завдяки цьому знайомству дівчина 1953 року розпочала свою кінокар'єру, відразу з головної ролі Марії Маріані в музичній драмі «... і Неаполь співає!». На той час Лізі було лише 17 років.
У наступних картинах 1954 року, «Неаполітанський лист» і «Сталевий трос», Вірна грала на другорядних ролях, поки не отримала головну в романтичній драмі Роберто Бьянкі Монтеро «Маленька свята», де партнером Вірни на знімальному майданчику був Розаріо Бореллі. Перші ролі Лізі здебільшого характеризувалися сентиментальними персонажами. Загалом за перші кілька років Вірна зіграла в більш ніж дюжині неаполітанських фільмів. Першу відомість серед широкої публіки акторка здобула завдяки ролі Марії Ровані у фільмі 1955 року режисера Маріо Маттолі , рімейку відомої комедії «О дев'ятій ранку: урок хімії». Пізніше образ Вірни переріс у стереотипнішу «гарну дівчинку», що готова на будь-який вчинок заради успіху, у ролі Ліліани Аттенні фільму Франческо Мазеллі 1956 року «Жінка – сенсація дня». Продюсери характеризували акторку як таку, що має елегантний шарм під час гри.

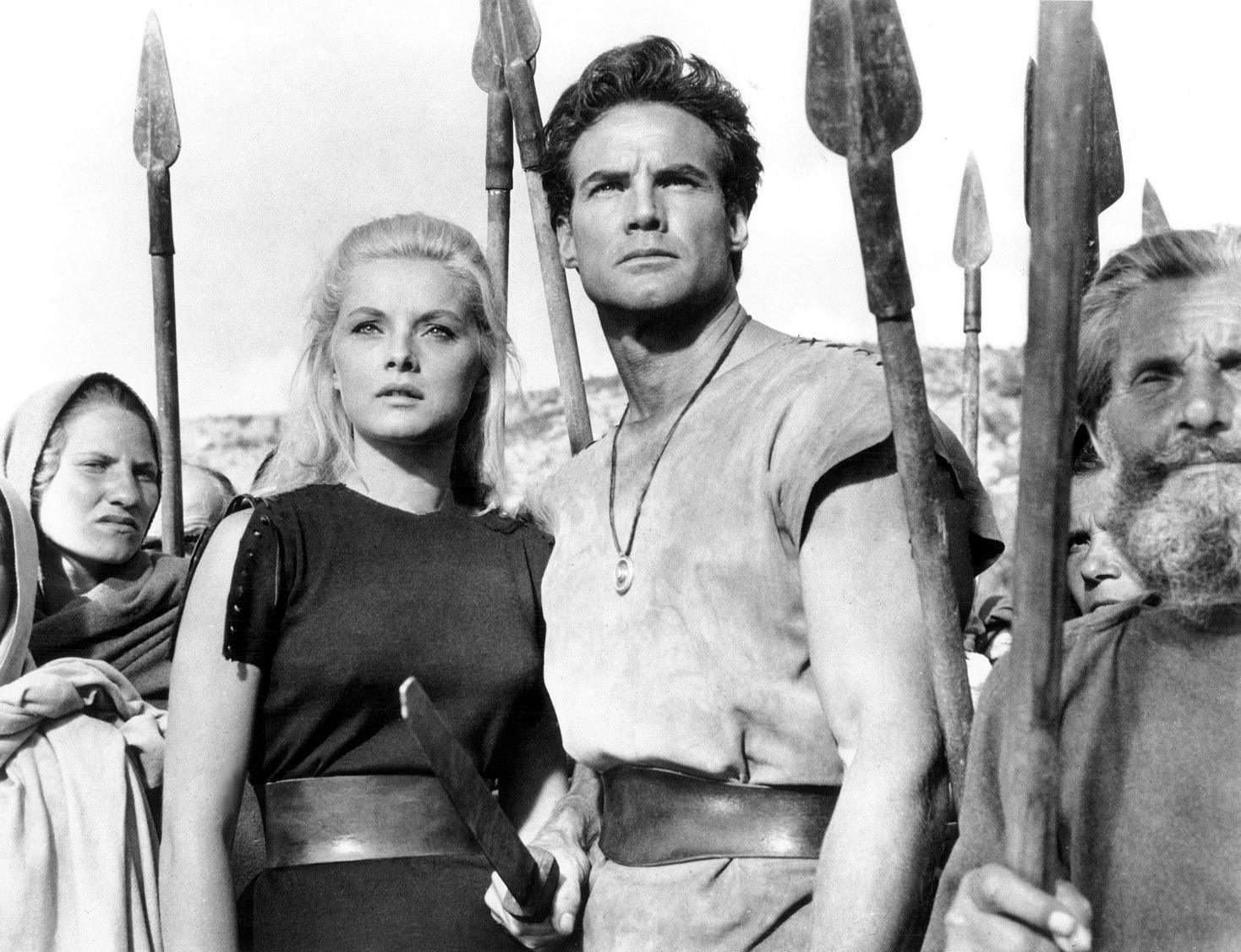
Вірна Лізі (Юлія) та Стів Рівз (Ромул) у фільмі, 1961 рік

1959 року Лізі зіграла в постановці театральної п'єси «Романьйола» режисера Луїджі Скварзіна. 25 квітня 1960 року Лізі одружилась з Франко Пеші, з яким прожила наступні 53 роки до самої його смерті. Через пару років, у липні 1962-го, у пари народився син Коррадо. Того ж року Вірна Лізі також знялась у другорядні ролі фільму Джозефа Лоузі «Єва», у головних ролях якого зіграли Стенлі Бейкер і Жанна Моро.
Під час зйомок у картинах кінця 1950-х — початку 1960-х неодноразово змінювався імідж акторки, зокрема у «Новий Місяць» (1955 рік), «Червоний» (1955 рік), «Втрачене життя» (1959 рік, у парі з Жаком Сернасом), «Його Високоповажність перестає їсти» (1961 рік, з Тото й Уго Тоньяцці). Типаж акторки кардинально змінився вперше на початку 1960-х років на образ гонорової вродливої та рішучої жінки. Найяскравішими ролями стали роль Юлії в одному з небагатьох пеплумів з її участю, «Ромул і Рем», 1961 року (режисер Серджо Корбуччі) та роль Кароліни Плантен у пригодницькому фільмі Крістіана-Жака «Чорний тюльпан» 1964 року. В останньому Лізі зіграла в парі з Аленом Делоном.

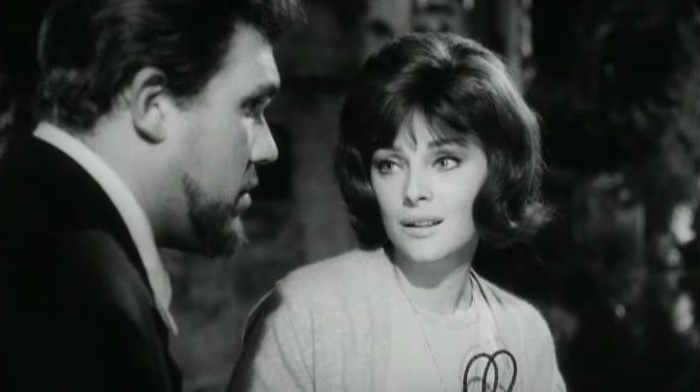
Сцена діалогу між коханцями Освальдо Бізігато і Міленою у виконанні Гастоне Москіна та Вірни Лізі. Кадр з фільму «Пані та панове», 1966 рік

Після цього Вірна поїхала з Італії в Голлівуд. У Голлівуді акторка стала відомою, насамперед завдяки своїй красі і запам'яталась в образі спокусливої блакитноокої блондинки. Вона була однією із зірок, яких називали «наступниця Мерилін Монро» в Сполучених Штатах у 1960-х роках. Бріжіт Бардо у 1965 році називала Лізі «найкрасивішою жінкою у світі». Цей період відзначився низкою головних ролей в американських фільмах у парі з місцевими зірками екрану: 1965 року зіграла у «Як вбити свою дружину» у парі з Джеком Леммоном, 1966 року зіграла у «Напад на "Королеву"» в парі з Френком Сінатрою і в «Тільки не з моєю жінкою, не смій!» у парі з Тоні Кертісом і Джорджем К. Скоттом. 1968 року Вірна Лізі отримала роль Барбарелли в однойменному американському фантастично-еротичному фільмі «Барбарелла», однак Лізі відмовилась і повернулась з Голлівуду в Італію. У підсумку роль отримала Джейн Фонда.
Паралельно з роботою в Голлівуді Лізі продовжувала грати в європейському кіно. У цей період вона зіграла з багатьма відомими акторами на одному знімальному майданчику. Так вона грала  комедійних персонажів у «Казанова '70» і в Сьогодні, завтра, післязавтра з Марчелло Мастроянні; незайману простолюдинку Джулію Альбіцці в комедії «Діва для принца» з Вітторіо Ґассманом; разом із Жаном Сорелем, Катрін Спаак і Сільвою Кошиною у комедії «Зроблено в Італії»; закохану пару з Гастоне Москіном у «Пані та панове»; драматичну роль жінки румунського фермера (Ентоні Квінн) під час Другої світової війни у фільмі «25-та година»; симпатичну, неохайну і хитру дівчину під час Першої світової війни разом з Умберто Орсіні у «Дівчина і генерал»; одну з чотирьох еротичних персонажок разом з Урсула Андресс, Клодін Оже, Марісою Мелл і Жаном-П'єром Касселем у головній чоловічій ролі фільму еротичній комедії «Милі дами»; дівчину мафіозі в романтичній комедії «Краще вдова» з Ландо Буццанка і Габріеле Ферцетті; головну героїню еротичної шахрайської комедії в «Арабелла» з Джанкарло Джанніні і Террі-Томасом, а також коханку персонажа Джорджа Сігала у фільмі «Дівчина, яка не могла сказати „ні“».

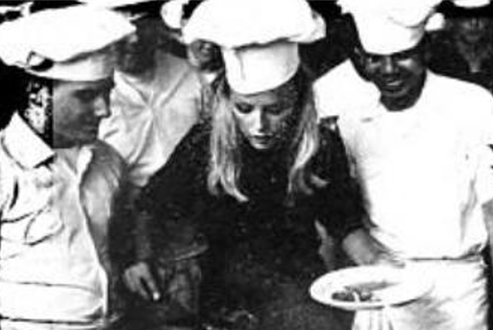
Лізі готує 5 тис. Ті-боун стейк

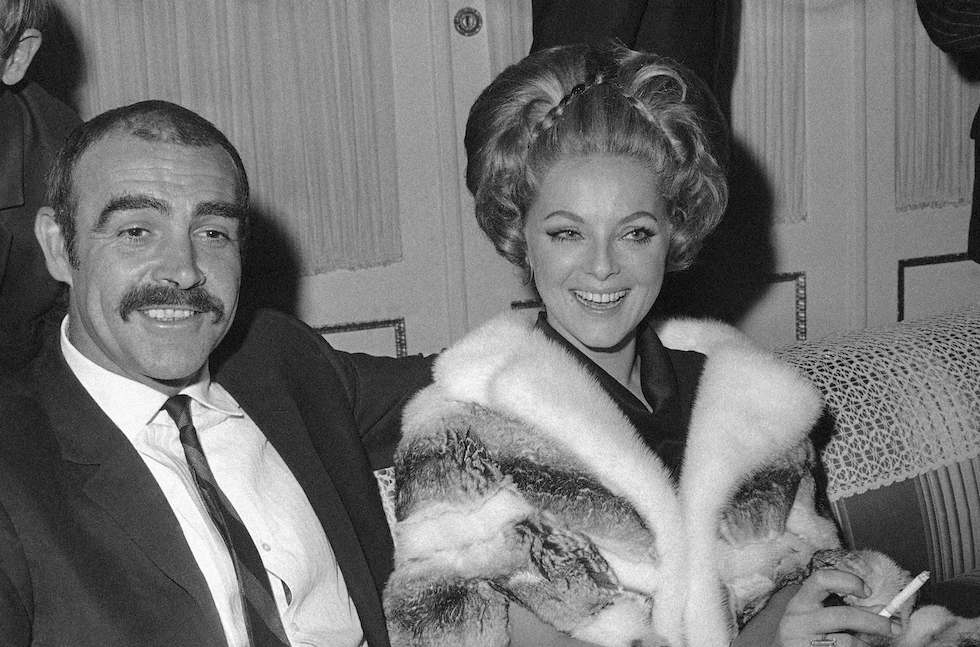
Британський актор Шон Коннері і Вірна Лізі у 1968 році у Римі на вечірці, присвяченій прем'єрі вестерну «Шалако»

У 1968 році авіаносець Військово-морських сил США USS «Франклін Д. Рузвельт» відзначав своє 22-річчя і саме в цей час в період з 24 серпня 1967 року по 19 травня 1968 року виконував завдання у Середземному морі. Корабель зупинився поблизу Неаполя. У день відзначення свята, на одному з моторних катерів «Рузвельта», на борт доправили Лізі. Акторка допомогла команді приготувати 5000 Ті-боун стейків, обсмажених на деревному вугіллі, які швидко з'їв екіпаж під час гігантського приготування.
Повернувшись в Італію на початку 1970-х, Лізі продовжила активно зніматися в кіно. Однак фільми, у яких вона зіграла, не відзначалися ні нагородами, ні великою популярністю. Однак пізніше, у середньому віці, для Лізі відбувся кар'єрний ренесанс. Її почали сприймати більше, ніж просто гарну жінку, а почали давати широкий спектр якісних зрілих ролей. У міру того як якість фільмів покращилася, вона почала вигравати нагороди та премії за такі європейські картини, як «Веселого Різдва... З Новим роком», «Смак моря», «Цикада», «За межами добра і зла» і «Іди туди, куди веде тебе серце». Кульмінацією стала роль Катеріни де Медічі у фільмі Патріса Шеро «Королева Марго», що був знятий за однойменним історичним романом Александра Дюма-батька. За цю роль Лізі була нагороджена призом за найкращу жіночу роль Каннського кінофестивалю.
В останні роки Лізі продовжувала грати на телебаченні, головні та другорядні ролі, зокрема у «В будинку Анни» (2004 рік) і «Неправильні жінки» (2007 рік), а також багатьох телесеріалах. Виконавши головну роль матріарха в сімейній драмі «Найкращий день у моєму житті» (2002 рік), Вірна Лізі отримала свою останню роль у відзначеній нагородами драмі «Латинський коханець» (2015 рік).
2013 року помер її чоловік, Франко. Через рік, у віці 78 років, померла і вона — 18 грудня 2014 року, у Римі від раку легень. 2015 року на екрани посмертно вийшов останній фільм з Вірною Лізі «Латинський коханець».

## Творчість

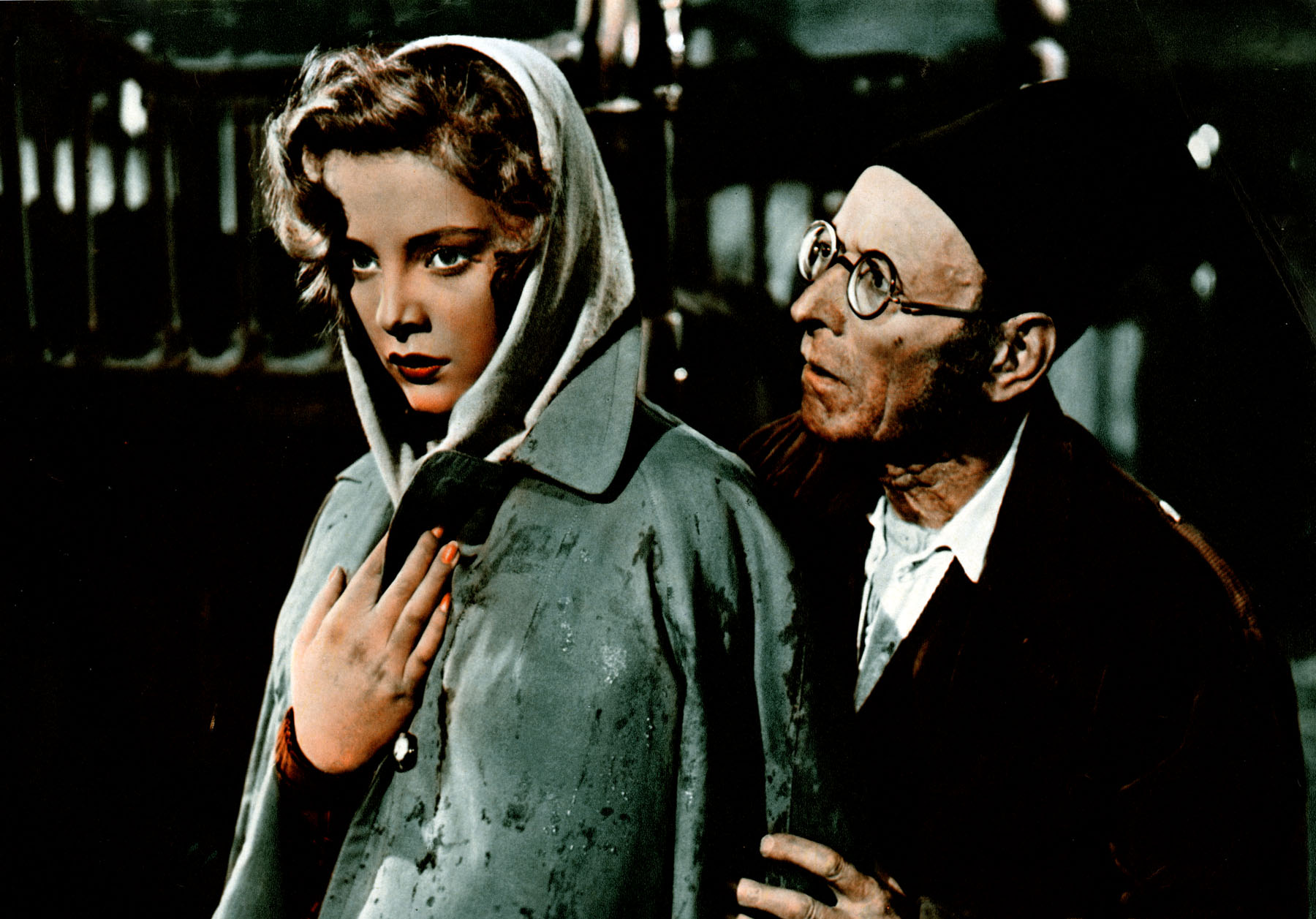
Вірна Лізі та Турі Пандолфіні у сцені з фільму Новий Місяць (фільм), 1955 рік. Одна з перших ролей Лізі

### Фільмографія
За 61 рік кінокар'єри Вірна Лізі знялася у 76 художніх фільмах. Вона також з'явилася в численних телефільмах і телесеріалах.
Під час своєї кінокар'єри Лізі зіграла багато головних жіночих ролей, насамперед, у 1960-х — 1970-х роках. Партнерами по знімальному майданчику Вірни було майже всі зірки італійського кіно: Марчелло Мастроянні, Вітторіо Ґассман, Уго Тоньяцці, Джанкарло Джанніні, Тото, Вітторіо де Сіка, Франко Неро, Альберто Сорді, Орнелла Муті, Гастоне Москін. Окрім того, з Вірною Лізі грали зірки європейського кіно й Голлівуду: Ален Делон, Генрі Фонда, Ентоні Квінн, Френк Сінатра, Тоні Кертіс, Річард Бартон, Фернандо Рей, Марина Владі, Урсула Андресс, Бурвіль, П'єр Брассер, Жанна Моро, Мішель Мерсьє, Наталі Делон, Аніта Екберг тощо.
Вона грала у фільмах багатьох відомих режисерів: Паскуале Феста Кампаніле («Дівчина і генерал», «Діва для принца»), Луїджі Коменчіні («Веселого Різдва... З Новим роком»), П'єтро Джермі («Пані та панове»), Джозеф Лоузі («Єва»), Діно Різі («Лялечки»), Крістіан-Жак («Злочин Дюпре», «Чорний тюльпан»), Мауро Болоньїні («Арабелла»), Стено («Півтора солдата»), Маріо Монічеллі («Казанова '70»), Едуардо де Філіппо («Сьогодні, завтра, післязавтра», епізод «Година пік»), Анрі Верней («25-та година», Змія), Луїджі Дзампа (Милі дами), Карло Ліццані («Добрий Рим»), Сальваторе Сампері («Кров і троянда», «Ернесто», «Честь і повага») тощо.
Починаючи з 1980-х років «золота епоха» італійського кінематографу почала закінчуватися. Кар'єра і ролі Лізі так само змінилися. Вона почала частіше грати в телевізійних проєктах, фільмах і серіалах, у другорядних ролях. Попри це, найбільшого успіху Вірна Лізі досягла 1994 року своєю роллю Катеріни де Медічі у фільмі «Королева Марго», за що була нагороджена Призом за найкращу жіночу роль Каннського фестивалю та премією «Сезар» за найкращу жіночу роль другого плану, не кажучи вже про італійську «Срібну стрічку».

### Театр
Кар'єру на кіно і телеекрані Вірна Лізі чергувала зі сценічною грою у театрах. На запрошення режисера Джорджо Стрелера вона зіграла роль Люсіль Дермулен у п'єсі «Якобінці», написаній Федеріко Зарді. Окрім міланського Piccolo Teatro, де зігралась ця п'єса, вона грала у інших театрах, зокрема у постановках Мікеланджело Антоніоні та Луїджі Скварзіна. Зокрема, 1959 року Вірна Лізі зіграла у постановці п'єси «Романьйола» (італ. Romagnola), написаній Луїджі Скварзіною.

## Нагороди та номінації
| Рік  | Конкурс                      | Номінація                                       | Фільм                              | Результат |
| ---- | ---------------------------- | ----------------------------------------------- | ---------------------------------- | --------- |
| 1964 | Таормінський кінофестиваль   | Золотий апельсин за найкращу жіночу роль        | —                                  | Перемога  |
| 1965 | «Золотий лавр»               | Нове жіноче обличчя                             | —                                  | Номінація |
| 1969 | «Срібна стрічка»             | Найкраща жіноча роль                            | Дівчина, яка не могла сказати «ні» | Номінація |
| 1978 | «Срібна стрічка»             | Найкраща жіноча роль другого плану              | За межами добра і зла              | Перемога  |
| 1978 | «Золотий келих»              | Найкраща жіноча роль                            | За межами добра і зла              | Перемога  |
| 1980 | «Золотий келих»              | Найкраща жіноча роль                            | Цикада                             | Перемога  |
| 1980 | «Давид ді Донателло»         | Найкраща головна жіноча роль                    | Цикада                             | Перемога  |
| 1983 | «Срібна стрічка»             | Найкраща жіноча роль другого плану              | Смак моря                          | Перемога  |
| 1983 | «Давид ді Донателло»         | Найкраща жіноча роль другого плану              | Смак моря                          | Перемога  |
| 1990 | «Срібна стрічка»             | Найкраща жіноча роль                            | Веселого Різдва... З Новим роком   | Перемога  |
| 1990 | «Давид ді Донателло»         | Найкраща головна жіноча роль                    | Веселого Різдва... З Новим роком   | Номінація |
| 1994 | Каннський кінофестиваль      | Найкраща жіноча роль                            | Королева Марго                     | Перемога  |
| 1995 | Премія «Сезар»               | Найкраща жіноча роль другого плану              | Королева Марго                     | Перемога  |
| 1995 | «Срібна стрічка»             | Найкраща жіноча роль другого плану              | Королева Марго                     | Перемога  |
| 1995 | «Давид ді Донателло»         | Найкраща жіноча роль другого плану              | Королева Марго                     | Номінація |
| 1995 | Міжнародна премія Флаяно     | Категорія «Кіно». За кар'єру                    | —                                  | Перемога  |
| 1996 | «Золотий глобус», Італія     | Найкраща жіноча роль                            | Іди туди, куди веде тебе серце     | Перемога  |
| 1996 | «Давид ді Донателло»         | Найкраща головна жіноча роль                    | Іди туди, куди веде тебе серце     | Номінація |
| 1996 | «Давид ді Донателло»         | Спеціальна нагорода Давида за престижну кар'єру | —                                  | Перемога  |
| 1997 | «Срібна стрічка»             | Найкраща жіноча роль                            | Іди туди, куди веде тебе серце     | Перемога  |
| 2000 | «Золотий келих»              | «Золотий келих» за кар'єру                      | —                                  | Перемога  |
| 2002 | «Срібна стрічка»             | Найкраща жіноча роль другого плану              | Найкращий день у моєму житті       | Перемога  |
| 2002 | Кінофестиваль у Флаяно       | Найкраща жіноча роль                            | Найкращий день у моєму житті       | Перемога  |
| 2004 | «Золотий глобус», Італія     | «Золотий глобус» за кар'єру                     | —                                  | Перемога  |
| 2005 | Таормінський кінофестиваль   | Таормінська мистецька нагорода                  | —                                  | Перемога  |
| 2005 | Фестиваль європейського кіно | —                                               | —                                  | Перемога  |
| 2009 | «Давид ді Донателло»         | Спеціальна нагорода Давида                      | —                                  | Перемога  |
| 2011 | Венеційський кінофестиваль   | Премія П'єтро Б'янкі                            | —                                  | Перемога  |
| 2015 | «Давид ді Донателло»         | Найкраща головна жіноча роль                    | Латинський коханець                | Номінація |
| 2017 | CinEuphoria Awards           | Найкраща жіноча роль — Міжнародний конкурс      | Латинський коханець                | Номінація |

## Родина та особисте життя

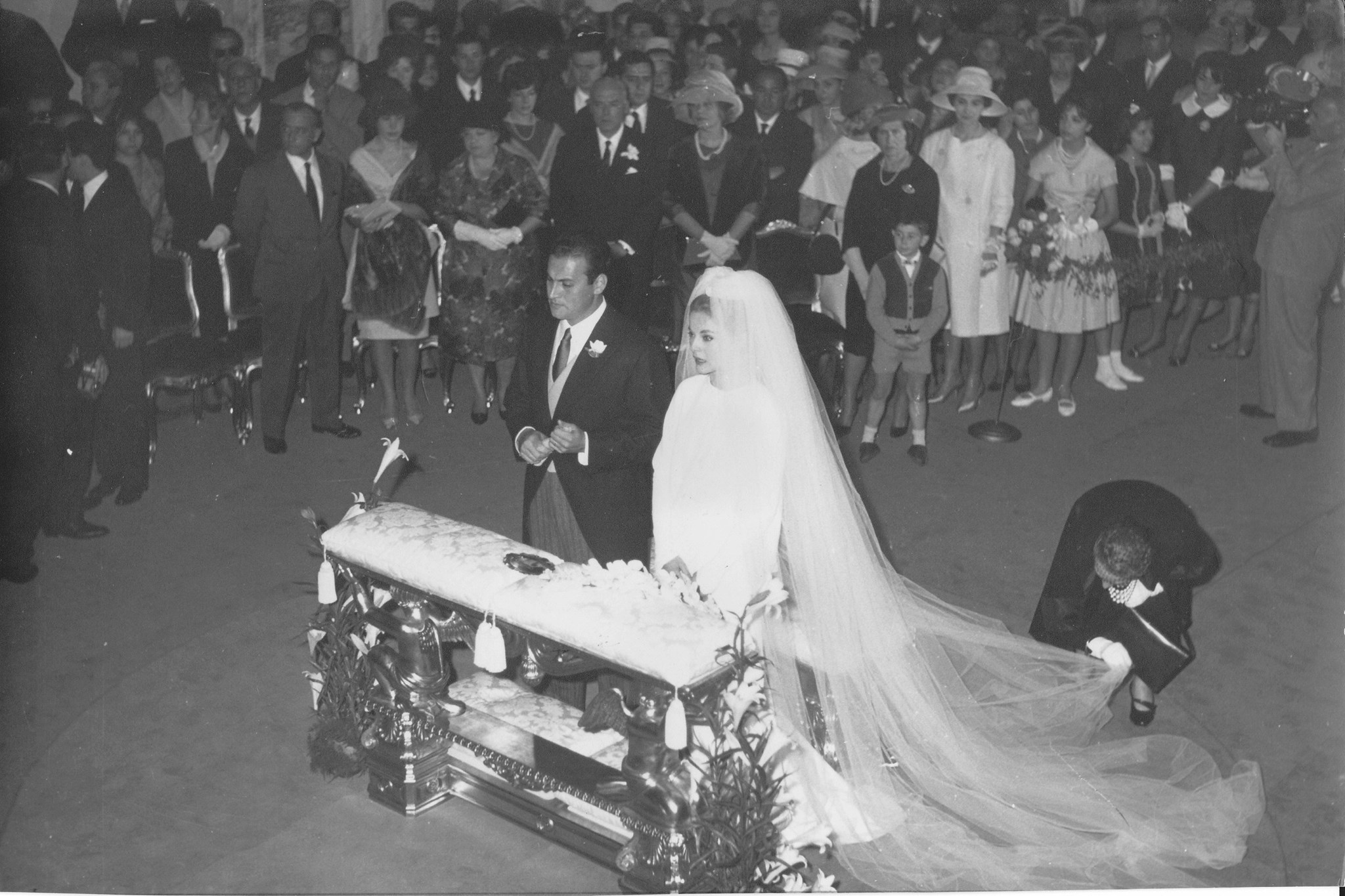
25 квітня 1960 року, церква Сан Чезарео де Аппіа у Римі. Шлюбна церемонія між актрисою Вірною Лізі та римським архітектором Франко Пеші. Ця церква дуже сподобалася актрисі, вона тоді була закрита для богослужінь, але на прохання наречених її відкрили спеціально для весілля.

Батьком Вірни був Убальдо П'єралізі (італ. Ubaldo Pieralisi), підприємець, експортер мармуру. У сім'ї народилося дві доньки — Вірна й Есперіа П'єралізі (італ. Esperia Pieralisi). У деяких джерелах помилково «Есперією» вказують справжнє ім'я Вірни Лізі.
25 квітня 1960 року Лізі одружилась із Франко Пеші (італ. Franco Pesci; пом. 23 вересня 2013), з яким прожила наступні 53 роки до самої його смерті. Через пару років, у липні 1962-го, у пари народився син, Коррадо Пеші (італ. Corrado Pesci; нар. липень 1962).
Вірна Лізі також була тіткою акторки Стефанії Граціозі (італ. Stefania Graziosi) і невісткою актора Франко Граціозі (італ. Franco Graziosi; нар. 10 липня 1929 — пом. 4 вересня 2021).

## Вшанування пам'яті

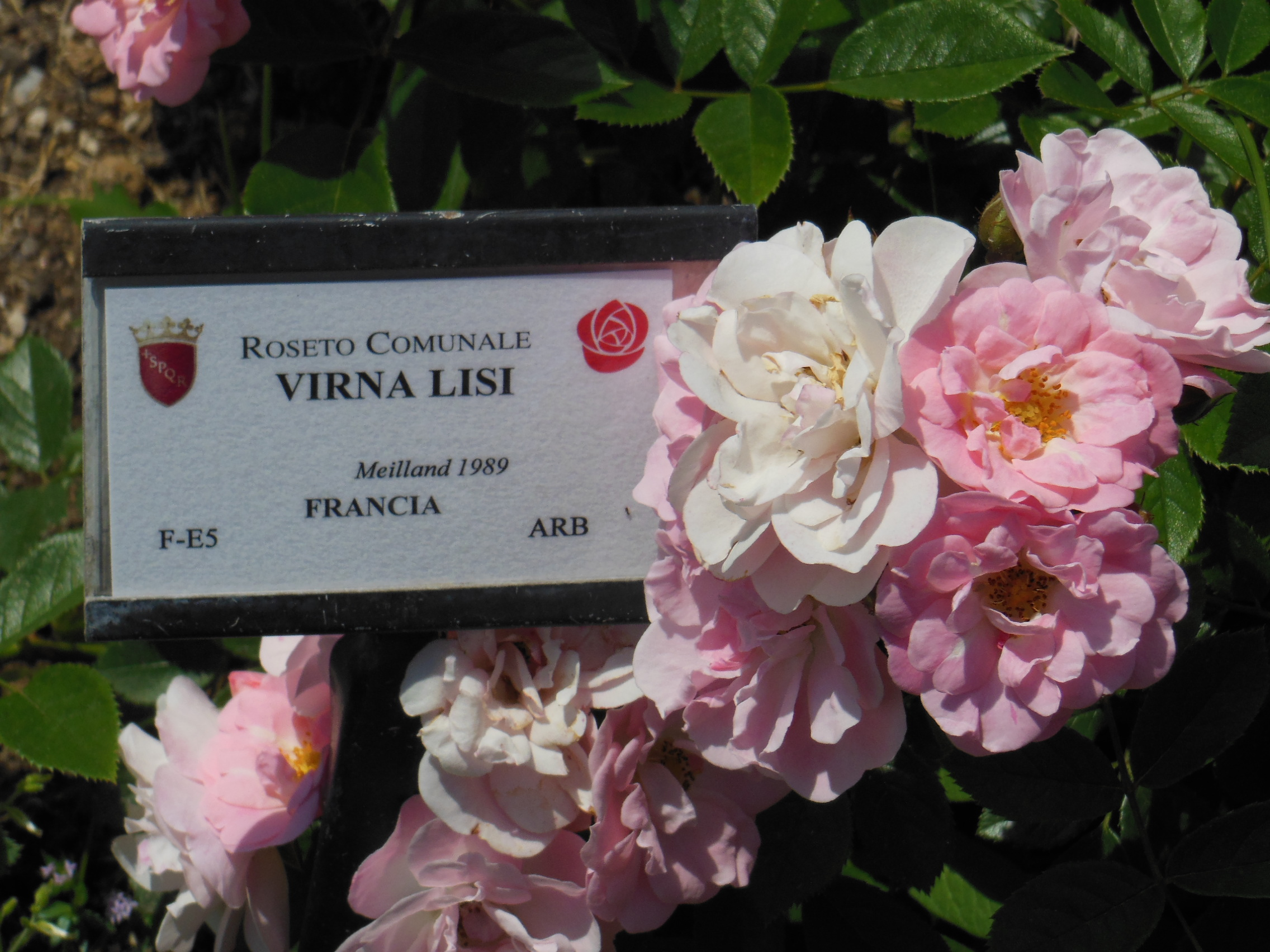
Шипшина сорту «Вірна Лізі» у трояндовому саду Roma Capitale

У 1986 році вийшла пісня «T.V. Caliente» (альбом Llegando los Monos) музичного гурту SUMO, присвячена Вірні Лізі. Лідер гурту SUMO, Лука Продан є братом актора і музиканта Андреа Продана, що зіграв з Лізі у фільмі «Хлопці з вулиці Панісперна».
1989 року компанія Meilland, що займається селекцією троянд, випустила сорт «Вірна Лізі».
2019 року на екрани вийшов документальний фільм про Вірну Лізі «Illuminate — Virna Lisi: oltre la bellezza» (режисер Марія Тілі).